# Oración yuxtapuesta
Las oraciones yuxtapuestas o asindéticas son aquellas que están unidas sin nexos, solo por signos de puntuación, como en «Era tarde; nos fuimos». Están formadas por dos o tres signos de puntuación y cada una de ellos puede pronunciarse con independencia del otro. Las oraciones yuxtapuestas se distinguen por una entonación descendente que logra un mejor entendimiento.  o unidas.

## Concepto
La relación entre ellas se realiza mediante asíndeton o supresión del nexo y puede ser bien al mismo nivel de independencia, por lo que podrían intercambiarse sin que el significado se alterara y serían equivalentes a las oraciones compuestas coordinadas ("Rigoberto lee el periódico, Sigfredo ve la tele" = "Rigoberto lee el periódico y Sigfredo ve la tele" = "Sigfredo ve la tele y Rigoberto lee el periódico").
En todo caso, en las oraciones yuxtapuestas es el hablante, o los factores de la comunicación, como el contexto o la situación, los que restituyen el significado del signo de puntuación (usualmente una coma, un punto, un punto y coma o dos puntos)[cita requerida] y determina la relación existente entre ambas oraciones, que se deja en ese grado de imprecisión o ambigüedad precisamente porque la mayor parte de las veces esta se deshace por el contexto o la situación. Dado este margen para la subjetividad, en sintaxis se prefiere analizar las dos frases como independientes, marcando simplemente el nexo gráfico que hace que formen una oración compuesta y no dos oraciones separadas y cuya elección responde más a cuestiones de estilo que semánticas.
Ejemplos de oraciones yuxtapuestas pueden ser: "Tony toca la batería, Andrés canta, Elena toca el órgano, Lucas toca los teclados, Juan toca la guitarra". Otros ejemplos pueden ser: "Ángel tiene tos, Claudia tiene gripe" o "Llegué temprano de la escuela; comí con toda la familia".
Otro caso de yuxtaposición es el de la inserción de incisos oracionales dentro de una oración. Por ejemplo: «Sospechaba, me imagino, que lo despedirían». Las oraciones distributivas también dan lugar a la yuxtaposición, ya que las unidades que enlazan las oraciones no marcan una especial relación sintáctica. «Éste la maldice..., ese la condena por fácil, aquel la absuelve y perdona...».
(no se usa nexo)